# Austin Powers (serie di film)
Austin Powers è una serie di commedie parodistiche e film d'azione spionistici diretti da Jay Roach, scritti e prodotti da Mike Myers e distribuiti da New Line Cinema, ovvero Austin Powers - Il controspione (1997), Austin Powers - La spia che ci provava (1999) e Austin Powers in Goldmember (2002).
Il franchise narra le vicende di Austin Powers, una spia britannica che tenta di fermare i piani malvagi del Dottor Male, la sua nemesi. Entrambi i personaggi sono interpretati da Mike Myers. In Austin Powers - Il controspione, Austin e il Dottor Male vengono risvegliati dopo essere stati congelati criogenicamente per trent'anni. Continuando a incorporare elementi culturali degli anni sessanta e settanta, Austin Powers - La spia che ci provava e Austin Powers in Goldmember introducono il tema del viaggio nel tempo e trascurano deliberatamente le incongruenze. Nel 2005 è stato annunciato il quarto episodio Austin Powers 4. Tuttavia esso non è ancora uscito.
Il protagonista rappresenta un archetipo della cosiddetta Swinging London degli anni sessanta, per la sua difesa dell'amore libero, le impressioni oscure e il suo colorato stile di abbigliamento. La serie costituisce inoltre una parodia di numerosi film e personaggi, tra cui James Bond e Jason King, e incorpora numerosi elementi della cultura popolare. I film si caratterizzano per le trame scandalose, le pesanti allusioni sessuali e i personaggi che ricalcano gli stereotipi dei film di spionaggio degli anni sessanta fra cui il cliché della super spia. Contrariamente ai begli uomini come James Bond, Austin Powers non è attraente (è particolarmente noto per i suoi brutti denti), questo sebbene i personaggi femminili che appaiono nei film lo trovino irresistibile. In ogni capitolo, il Dottor Male tenta di estorcere ingenti somme di denaro da governi o organismi internazionali, ma è costantemente ostacolato da Powers e in parte dalla sua inesperienza con la cultura e lo stile di vita degli anni novanta.

## I film
- 1997 – Austin Powers - Il controspione
- 1999 – Austin Powers - La spia che ci provava
- 2002 – Austin Powers in Goldmember